# Ramón Muttis
Ramón Orlando Muttis (ur. 12 marca 1899 w Buenos Aires, zm. 12 stycznia 1955 tamże) – argentyński piłkarz noszący przydomek Metralleta, lewy obrońca.
Jako piłkarz klubu Boca Juniors wraz z reprezentacją Argentyny wziął udział w Copa América 1925, gdzie Argentyna zdobyła mistrzostwo Ameryki Południowej. Zagrał we wszystkich czterech meczach – po dwa spotkania z Paragwajem i Brazylią. W Copa América 1926 Argentyna zajęła drugie miejsce za Urugwajem. Muttis zagrał w trzech meczach – z Boliwią, Paragwajem i Chile.
Wciąż jako gracz Boca Juniors wziął udział w finałach mistrzostw świata w 1930 roku. Argentyna zdobyła tytuł wicemistrza świata, a Muttis zagrał tylko w pierwszym meczu – z Francją. W następnych meczach na jego miejscu grał Fernando Paternoster.
W reprezentacji Argentyny grał w latach 1922–1930. Występując w latach 1922–1932 w barwach Boca Juniors pięciokrotnie został mistrzem Argentyny (1923, 1924, 1926, 1930 i 1931) oraz trzykrotnie wicemistrzem (1927, 1928 i 1929).